# Ostalovîci, Peremîșleanî
Ostalovîci (în ucraineană Осталовичі) este localitatea de reședință a comunei Ostalovîci din raionul Peremîșleanî, regiunea Liov, Ucraina.

## Demografie
Componența lingvistică a localității Ostalovîci
     Ucraineană (99,88%)
     Alte limbi (0,12%)
Conform recensământului din 2001, majoritatea populației localității Ostalovîci era vorbitoare de ucraineană (99,88%), existând în minoritate și vorbitori de alte limbi.